# آنمون ریش‌دار
آنمون ریش دار (نام علمی: Ceriantheopsis austroafricanus) نام یک گونه از راسته خانه‌شکوفه‌سانان است.